# Станционное (озеро)
Станционное — пресноводное озеро на территории Амбарнского сельского поселения Лоухского района Республики Карелии.

## Общие сведения
Площадь озера — 1,1 км². Располагается на высоте 72,6 метров над уровнем моря.
Форма озера лопастная, продолговатая: оно вытянуто с северо-запада на юго-восток. Берега изрезанные, каменисто-песчаные, местами заболоченные.
Из южного залива Станционного озера вытекает безымянная протока, которая, протекая под линией железной дороги, впадает в Энгозеро, воды из которого через реки Калгу и Воньгу попадают в Белое море.
В озере расположено не менее шести безымянных островов различной площади.
К западу от водоёма располагается посёлок Энгозеро, а также одноимённая железнодорожная станция, через которые проходят, соответственно, автодорога местного значения 86К-5 («Р-21 „Кола“ — Энгозеро — Гридино») и линия железной дороги Санкт-Петербург — Мурманск.
Код объекта в государственном водном реестре — 02020000711102000003337.

## Галерея

Станционное озеро
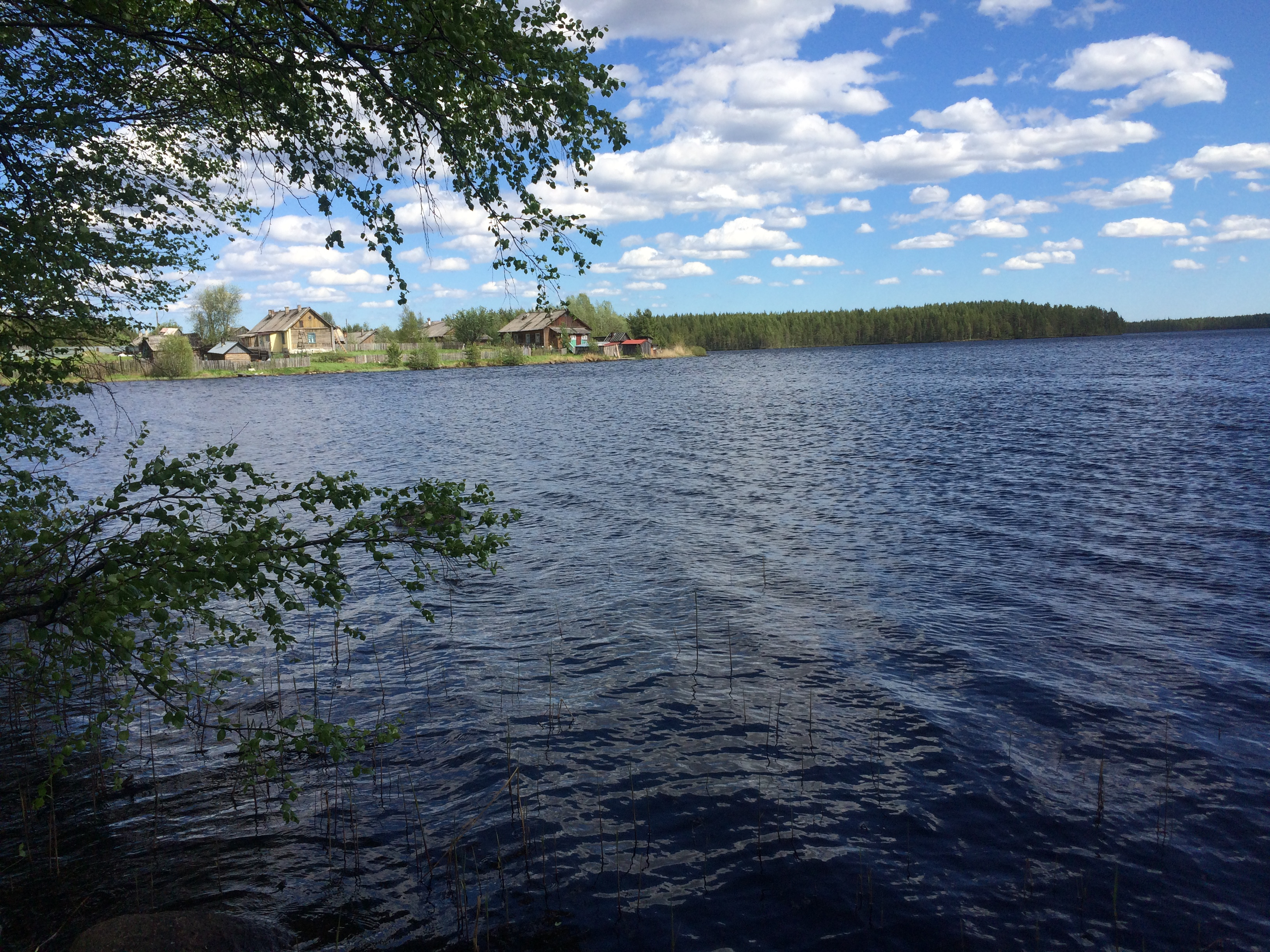
Дома на северо-западном полуострове озера
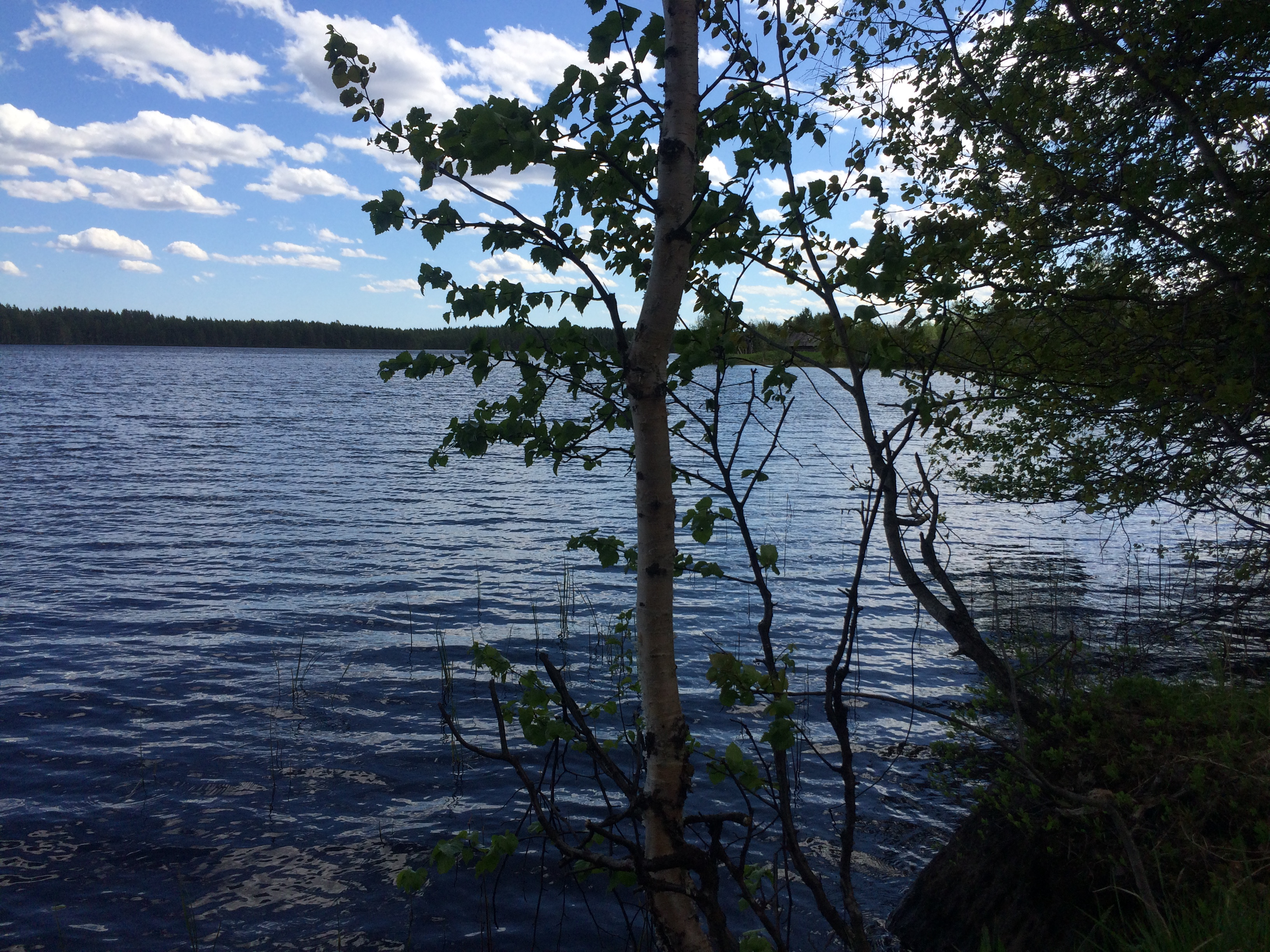
Вид с западного берега